# Lacquemant
Le lacquemant est une spécialité culinaire de la région liégeoise.
Il s'agit d'une fine gaufrette souple, confectionnée à base de froment, coupée en deux sur son épaisseur, fourrée et nappée de sirop de sucre candi parfumé à la fleur d'oranger.

## Historique
L'inventeur du lacquemant, en 1903, est Désiré Smidts, plus connu sous le nom de Désiré de Lille, qui travaille alors aux Établissements Lacquemant, une friterie foraine lilloise, avant de s'établir à son compte à Liège.
Ses descendants poursuivent cette tradition culinaire qui est née dans le folklore des fêtes foraines et sont établis à Liège et Anvers,,. Les Établissements Lacquemant sont toujours en activité à Lille mais ne fabriquent pas cette gaufrette.
Le nom de sa friandise est un hommage à Berthe Lacquemant, son ancienne employeuse qui l'avait présentée pour la première fois dans la cité mosane. L'origine de la recette est inspirée de la gaufre fourrée lilloise mais accompagnée d'une composition sirupeuse créée par Désiré Smidts et non de vergeoise. La recette exacte de la gaufrette, et surtout du sirop qui l'accompagne, reste confidentielle de père en fils.
Pas moins de quatre orthographes de ce mot sont traditionnellement usitées : lacquemant, lacment, lackeman, lacquement.
En 2010, le lacquemant fait son entrée au dictionnaire Larousse, grâce au linguiste liégeois Jean-Marie Klinkenberg, conseiller permanent chez Larousse.
Désormais relativement peu consommés à la fête foraine d'Anvers, ils sont, par contre, dégustés en très grande quantité dans toutes les fêtes foraines de la région liégeoise et plus particulièrement lors de la foire d'octobre. Les manger chauds ou froids et décider qui pourra prendre le dernier — celui qui trempe dans le sirop — est toujours un sujet de discussion qui déchaîne les passions.
En 2015, une boutique de lacquemants Delforge a ouvert à Liège, place Saint-Lambert.

## Préparation
Réaliser une pâte homogène avec les ingrédients et laisser gonfler du double. Faire des pâtons de 20 g et allonger ceux-ci à 10 cm. Cuire dans un fer à fines mailles. Couper, à chaud, horizontalement et fourrer avec le sirop.

## Consommation
Le lacquemant peut être vendu à l'unité. Il est alors servi dans un petit cornet de papier dont la base a été pliée afin de récolter le sirop. Mais, plus fréquemment, les lacquemants sont vendus par boîte de six unités. Ils peuvent alors être dégustés à la maison après un court passage au four à micro-ondes si nécessaire.